# Samväldesspelen 2006
Samväldesspelen 2006 hölls i Melbourne i Australien mellan 15 mars och 26 mars 2006.
Invignings- och avslutningsceremonierna hölls på Melbourne Cricket Ground, som också användes under Olympiska sommarspelen 1956. Spelens maskot hette Karak och var en rödstjärtad korpkakadua.
Tävlingar skedde inom 16 sporter, totalt omfattande 247 grenar. Omkring 4 500 idrottare från 71 länder deltog. (Samväldet har 53 medlemsländer, anledningen till att det är fler deltagande länder är att Storbritannien är uppdelat på England, Skottland, Wales och Nordirland samt att ett flertal ej självständiga territorier, som till exempel Kanalöarna, deltar.) De bodde i innerstadsdelen Parkville.
Kostnaderna för tävlingarna är beräknade till drygt 5 miljarder kronor.
Normalt skulle Australien gått över till sommartid 26 mars, men på grund av spelen så infördes sommartiden 2 april i stället. Skolloven anpassades så att eleverna blev lediga i samband med spelen.

## Arenor
- Melbourne Cricket Ground
- Rod Laver Arena
- Telstra Dome

## Medaljfördelning
*   Värdnation
| Pl.    | Nation              | Guld | Silver | Brons | Totalt |
| ------ | ------------------- | ---- | ------ | ----- | ------ |
| 1      | Australien*         | 84   | 69     | 69    | 222    |
| 1      | England             | 36   | 40     | 34    | 110    |
| 3      | Kanada              | 26   | 29     | 31    | 86     |
| 4      | Indien              | 22   | 17     | 11    | 50     |
| 5      | Sydafrika           | 12   | 13     | 13    | 38     |
| 6      | Skottland           | 11   | 7      | 11    | 29     |
| 7      | Jamaica             | 10   | 4      | 8     | 22     |
| 8      | Malaysia            | 7    | 12     | 10    | 29     |
| 9      | Nya Zeeland         | 6    | 12     | 14    | 32     |
| 10     | Kenya               | 6    | 5      | 7     | 18     |
| 11     | Singapore           | 5    | 6      | 7     | 18     |
| 11     | Nigeria             | 4    | 6      | 7     | 17     |
| 13     | Wales               | 3    | 5      | 11    | 19     |
| 14     | Cypern              | 3    | 1      | 2     | 6      |
| 15     | Ghana               | 2    | 0      | 1     | 3      |
| 15     | Uganda              | 2    | 0      | 1     | 3      |
| 17     | Pakistan            | 1    | 3      | 1     | 5      |
| 18     | Papua Nya Guinea    | 1    | 1      | 0     | 2      |
| 19     | Isle of Man         | 1    | 0      | 1     | 2      |
| 19     | Namibia             | 1    | 0      | 1     | 2      |
| 19     | Tanzania            | 1    | 0      | 1     | 2      |
| 22     | Sri Lanka           | 1    | 0      | 0     | 1      |
| 23     | Mauritius           | 0    | 3      | 0     | 3      |
| 24     | Bahamas             | 0    | 2      | 0     | 2      |
| 24     | Nordirland          | 0    | 2      | 0     | 2      |
| 26     | Kamerun             | 0    | 1      | 2     | 3      |
| 27     | Botswana            | 0    | 1      | 1     | 2      |
| 27     | Malta               | 0    | 1      | 1     | 2      |
| 27     | Nauru               | 0    | 1      | 1     | 2      |
| 30     | Bangladesh          | 0    | 1      | 0     | 1      |
| 30     | Grenada             | 0    | 1      | 0     | 1      |
| 30     | Lesotho             | 0    | 1      | 0     | 1      |
| 33     | Trinidad och Tobago | 0    | 0      | 3     | 3      |
| 34     | Seychellerna        | 0    | 0      | 2     | 2      |
| 35     | Barbados            | 0    | 0      | 1     | 1      |
| 35     | Fiji                | 0    | 0      | 1     | 1      |
| 35     | Moçambique          | 0    | 0      | 1     | 1      |
| 35     | Samoa               | 0    | 0      | 1     | 1      |
| 35     | Swaziland           | 0    | 0      | 1     | 1      |
| Totalt | Totalt              | 245  | 244    | 256   | 745    |

## Försvunna idrottare
Under spelen försvann totalt 25 idrottare, av dem var 14 från Sierra Leone (av en trupp där 22 idrottare ingick), nio från Kamerun, en från Tanzania och en från Bangladesh. 
Av dessa har tolv från Sierra Leone och två från Kamerun återfunnits. De från Sierra Leone har sökt asyl.
Även tidigare har idrottare försvunnit i samband med större evenemang, till exempel försvann 25 personer vid Samväldesspelen 2002.